# Girz Aronson
Girsz Aronson (Lituânia, 18 de janeiro de 1917 — São Paulo, 19 de junho de 2008) foi um comerciante e empresário brasileiro, conhecido como "Rei do Varejo".

## Biografia
Aronson chegou ao Brasil aos dois anos e foi com a mãe (Elke Aronson), o pai (Aron Aronson) e os quatro irmãos morar em Curitiba e começou no comércio aos doze anos de idade, vendendo bilhetes de loteria em Curitiba (PR). Se transformou no maior vendedor de bilhetes de loteria da capital paranaense. A fama veio quando Aronson vendeu um bilhete premiado e recebeu do apostador parte do dinheiro. A notoriedade lhe valeu convite de uma empresa de casacos de pele do Rio para ser representante de vendas em São Paulo, em 1944. Se instalou no centro da cidade, mais precisamente na Rua Conselheiro Crispiniano. Foi naquele ano que abriu a empresa G. Aronson. Chegou a vender 170 casacos em um mês, comprou um Dodge, carro cobiçado da época, e expandiu os negócios. A primeira loja do "inimigo número 1 dos preços altos" é de 1962, quando passou a vender eletrodomésticos.
Nos anos 60, criou a Gurilândia, especializada em artigos infantis.
A rede G. Aronson começou a se expandir nos anos 70, após comprar um estoque de fogões Paterno de uma loja falida. O tempo passou, os negócios fluíram, mas em agosto de 1991, Aronson tomou a decisão de recorrer à concordata preventiva, quando seus débitos somavam vinte milhões de dólares. Entretanto, seis meses antes de vencer o período de dois anos, ele pagou o que devia e levantou a concordata.
A G. Aronson chegou a ter 34 lojas (inclusive algumas em shopping centers de São Paulo) e mil funcionários e chegou a faturar 250 milhões de reais por ano.
Em 23 de janeiro de 1998, a empresa pediu concordata na 31ª Vara Cível paulistana. Foi segunda concordata da empresa desde 1991. Ao ser requerida a concordata, o passivo da G. Aronson foi calculado em R$ 65 milhões, sendo R$ 50 milhões com fornecedores e o restante com bancos. A G. Aronson requereu concordata preventiva quando se comprometeu a pagar suas dívidas integralmente em duas prestações anuais, sendo a primeira em janeiro de 1999. A primeira parcela não foi paga então a juíza deu à G. Aronson prazo de 48 horas para depositar o dinheiro (cerca de R$ 24 milhões), o que também não ocorreu.
O Ministério Público há muito tempo vinha insistindo na decretação da falência da empresa, argumentando que ela estava insolvente, tendo a situação se agravado no curso da concordata com o fechamento de várias lojas.
Sem condições de quitar o débito, dizia que aguardava naquele momento o dia da decretação da falência da empresa. Em maio de 1999 sobraram apenas 6 lojas. A então Lojas do Gugu assumiu os três pontos de shopping centers, pois Aronson tinha rescindido os contratos e as Lojas do Gugu assumiram o ponto, mas não tinham intenção de comprar a empresa de Girz Aronson.
Na tarde do dia 1 de junho de 1999, a juíza da 31a. Vara Cível de São Paulo, Lilian Lúcia Pellegrini Venosa, decretou a falência da G. Aronson.
O empresário, dono da rede de eletrodomésticos, que durante 52 anos esteve à frente dos negócios, atribuiu as dificuldades da empresa aos "juros escorchantes" do setor financeiro. Atribuiu também as suas dificuldades à concorrência dos supermercados, que passaram a negociar eletrodomésticos e eletrônicos com preços inferiores ao custo de fábrica, a fim de atrair a freguesia para outros itens de suas lojas. Outra causa foi a explosão da inadimplência e a redução do poder de consumo da população.

## Sequestro
No dia 17 de setembro de 1998, Girz quando lia jornais na sede de sua empresa, na Rua Conselheiro Crispiniano, centro de São Paulo, foi levado para um cativeiro. Ficou por 14 dias em poder dos sequestradores, onde foi espancado, sofreu hematomas e teve o nariz fraturado. Foi liberado depois do pagamento de um resgate de 117 mil reais, negociado pelo seu filho Gérson Aronson. Inicialmente os criminosos queriam receber um milhão de reais em troca da vida de Aronson, segundo a versão da família.
Na noite do dia 30 de setembro de 1998, ocorreu a entrega do dinheiro para os criminosos em um bar em Pinheiros, zona oeste da cidade de São Paulo e no dia 1 de outubro de 1998, às 3h30 sob chuva, no km 27 da rodovia Castelo Branco, em Barueri, o empresário, então com 81 anos, foi liberado.

## Retorno ao mundo dos negócios e morte
Em setembro de 2000, então com 83 anos, Aronson voltou ao varejo e inaugurou a primeira loja, com 20 m2, na rua Conselheiro Crispiniano (centro de SP), com o nome G. A. Utilidades Domésticas, com a ajuda dos filhos. Em novembro do mesmo ano, abriu a segunda loja, na avenida Brigadeiro Luís Antônio, com 700 m2. A família chegou a manter quatro lojas abertas em São Paulo.
Em novembro de 2007 o empresário descobriu que sofria de câncer linfático. Ficou internado por três meses no Hospital Oswaldo Cruz, sendo transferido para o Hospital Sírio-Libanês em fevereiro de 2008 onde veio a falecer no dia 19 de junho às 20h50, aos 91 anos, depois de ficar dois dias inconsciente. Segundo nota do hospital, ele morreu em decorrência de insuficiência de múltiplos órgãos. 
Girsz Aronson deixou a mulher, Naid Mandra Aronson, quatro filhos (Eliane, Elisabeth, Gerson e Gilberto) e três netos.
Foi sepultado no Cemitério Israelita do Butantã às 9h do dia 20 de junho de 2008. Está sepultado no Setor: L, Quadra: 269, Sepultura: 117.